# International Computers Ltd.
International Computers Limited (ICL) was een Brits hardware-, software- en computerservicebedrijf dat actief was van 1968 tot 2002. Het werd gevormd door een fusie van International Computers and Tabulators (ICT) en English Electric Computers (EEC) in 1968. Het meest succesvolle product van het bedrijf was de ICL 2900 Series-lijn van mainframecomputers.
In latere jaren diversifieerde ICL zijn productlijn met een reeks krachtige IBM-klonen geproduceerd door Fujitsu, verschillende minicomputer- en personal computerreeksen en een succesvollere reeks van point of sale-apparatuur en backofficesoftware. Het grootste deel van de winst bleef echter van de mainframeklanten komen. ICL's mainframe-business werd gedomineerd door grote contracten in de Britse publieke sector, waaronder Post Office Limited, de Inland Revenue, het Department for Work and Pensions en het Ministry of Defence. Het had ook een sterk marktaandeel bij Britse lokale overheden en (destijds) genationaliseerde nutsbedrijven, waaronder de drinkwater-, elektriciteits- en gasbedrijven.
ICL werd in 1984 overgenomen door Standard Telephones and Cables (STC). In 1991 nam ICL Nokia Data over, de computerdivisie van Nokia.
Het bedrijf had vanaf het begin van de jaren 80 een steeds nauwere band met Fujitsu, wat resulteerde in het feit dat Fujitsu in 1998 de enige aandeelhouder werd. ICL werd in april 2002 omgedoopt tot Fujitsu Services.
Het merk ICL wordt nog steeds gebruikt door de voormalige Russische joint venture van het bedrijf, opgericht in 1991.